# نوكليريا بترسونية
نوكليريا بترسونية (الاسم العلمي:Nuclearia pattersonii) هي نوع من الطلائعيات تتبع جنس النوكليريا من فصيلة النوكليرية.